# Robert de Montescaglioso
Robert (d. iulie 1080) a fost un nobil normand din sudul Italiei, devenit primul conte de Montescaglioso.
Robert era nepot al ducelui Robert Guiscard, prin una dintre surorile acestuia, și frate cu contele Godefroi de Conversano.
Alături de fratele său Godefroi și verii săi, Abelard și Herman din familia Hauteville, Robert s-a aflat în mod constant în stare de revoltă împotriva unchiului său Guiscard. În aprilie 1064, Robert și-a unit forțele cu Abelard, Godefroi și seniorul Joscelin de Molfetta, pentru a se răscula împotriva lui Robert Guiscard, care tocmai pornise să cucerească Sicilia. Răsculații au primit sprijinul, financiar și militar, din partea lui Perenos, ducele bizantin din Durazzo. Între 1 septembrie 1065 și 31 august 1066, trupele bizantine au fost debarcate la Bari. Răsculații normanzi au deținut orașul vreme de câțiva ani, fără a se angaja într-o confruntare decisivă cu Guiscard. În 1 ianuarie 1068, Roman Diogenes a fost aclamat ca împărat la Constantinopol, iar bizantinii și-au îndreptat atenția către amenințarea turcilor selgiucizi dinspre răsărit. Lipsită de suportul bizantin, rebeliunea din sudul Italiei s-a dezintegrat, iar contele Robert s-a predat până în februarie.
În 1071, alături de Abelard, și în 1078, alături de vărul său, principele Iordan I de Capua, Robert s-a răsculat din nou. Robert și fratele său, ca și verii lor au continuat opoziția și după pacea încheiată în 1079 între Iordan și Guiscard. Robert a fost unul dintre primii care a părăsit coaliția, murind în iulie 1080. El a lăsat un fiu, Rudolf, care i-a succedat în Montescaglioso.